# Steindachnerina varii
Steindachnerina varii és una espècie de peix de la família dels curimàtids i de l'ordre dels caraciformes.

## Morfologia
- Els mascles poden assolir 9,4 cm de llargària total.[5]

## Alimentació
Menja algues.

## Hàbitat
Viu en zones de clima subtropical.

## Distribució geogràfica
Es troba a Sud-amèrica: rius costaners entre els rius Surinam i Oyapock.